# Рушиј Мунци (Муреш)
Рушиј Мунци (рум. Ruşii Munţi) насеље је у Румунији у округу Муреш у општини Рушиј Мунци. Oпштина се налази на надморској висини од 456 m.

## Становништво
Према подацима из 2011. године у насељу је живело 2216 становника.